# Frank Cluskey
Frank Cluskey (irisch Proinsias Mac Bhloscaidh, * 8. April 1930 in Dublin; † 7. Mai 1989) war ein irischer Politiker (Labour Party).
Cluskey begann seine politische Karriere in der Dublin Corporation, dem Stadtrat von Dublin (heute Dublin City Council), und bekleidete dort von 1968 bis 1969 das Amt des Oberbürgermeisters (Lord Mayor of Dublin). Er gehörte von 1965 bis 1981 erstmals dem Dáil Éireann an. Während des 20. Dáil Éireann war er vom 14. März 1973 bis zum 25. Mai 1977 parlamentarischer Sekretär des Sozialministers Brendan Corish. Von 1977 bis 1981 war er Vorsitzender der Irish Labour Party, verlor jedoch diesen Posten durch seine Niederlage bei den Wahlen 1981 zum 22. Dáil Éireann. Als am 30. Juni desselben Jahres der Europaabgeordnete Michael O’Leary von seinem Mandat zurücktrat, rückte Cluskey für ihn am 1. Juli in das Europäische Parlament nach. O’Leary wiederum wurde neuer Vorsitzender der Irish Labour Party.
Im Februar 1982 wurde Cluskey erneut in den Dáil Éireann gewählt. Als es nach den Wahlen im November 1982 zu einer Regierungsbeteiligung der Irish Labour Party kam und Cluskey Handelsminister (Minister for Trade, Commerce and Tourism) werden sollte, trat er am 14. Dezember 1982 von seinem Posten als Europaabgeordneter zurück. Am 2. März 1983 rückte sein Parteikollege Brendan Halligan für ihn in das Europäische Parlament nach. Cluskey übte nun sein Ministeramt bis zu seinem Rücktritt am 8. Dezember 1983 aus. Nach einer erfolgreichen Wiederwahl 1987 verzichtete er 1989 aus gesundheitlichen Gründen auf eine erneute Kandidatur für einen Sitz im Dáil Éireann.